# مسابقة الأغنية الأوروبية 1962
كانت مسابقة الأغنية الأوروبية عام 1962 هي النسخة السابعة من مسابقة الأغنية الأوروبية السنوية. وجرت في مدينة لوكسمبورغ ، في أعقاب فوز البلاد في مسابقة عام 1961 مع أغنية "Nous les amoureux" من قبل جان كلود باسكال. ونظمت المسابقة من قِبَل الاتحاد الإذاعي الأوروبي والمذيع المضيف Compagnie Luxembourgeoise de Télédiffusion (CLT) وعقدت المسابقة في فيلا لوفيني يوم الأحد 18 مارس/آذار 1962. وكان المضيف المتحدث اللكسمبورغي ميريل ديلانوي.
وشارك في المسابقة ستة عشر بلدا ، وهي نفسها التي شاركت في السنة السابقة.
وكان الفائز فرنسا مع أغنية "Un premier amour" ، التي أدتها إيزابيل أوبريه ، والتي كتبها رولاند فالاد وتألفها كلود هنري فيكي. وكان هذا هو الفوز الثالث لفرنسا في المسابقة في خمس سنوات فقط ، بعد فوزهم في 1958 1960. وكانت أيضا الأغنية الثالثة على التوالي الفائز أداء باللغة الفرنسية. ولأول مرة في تاريخ المسابقة ، سجلت كل من النمسا وبلجيكا وهولندا وإسبانيا نقاطا فارغة.

## موقع

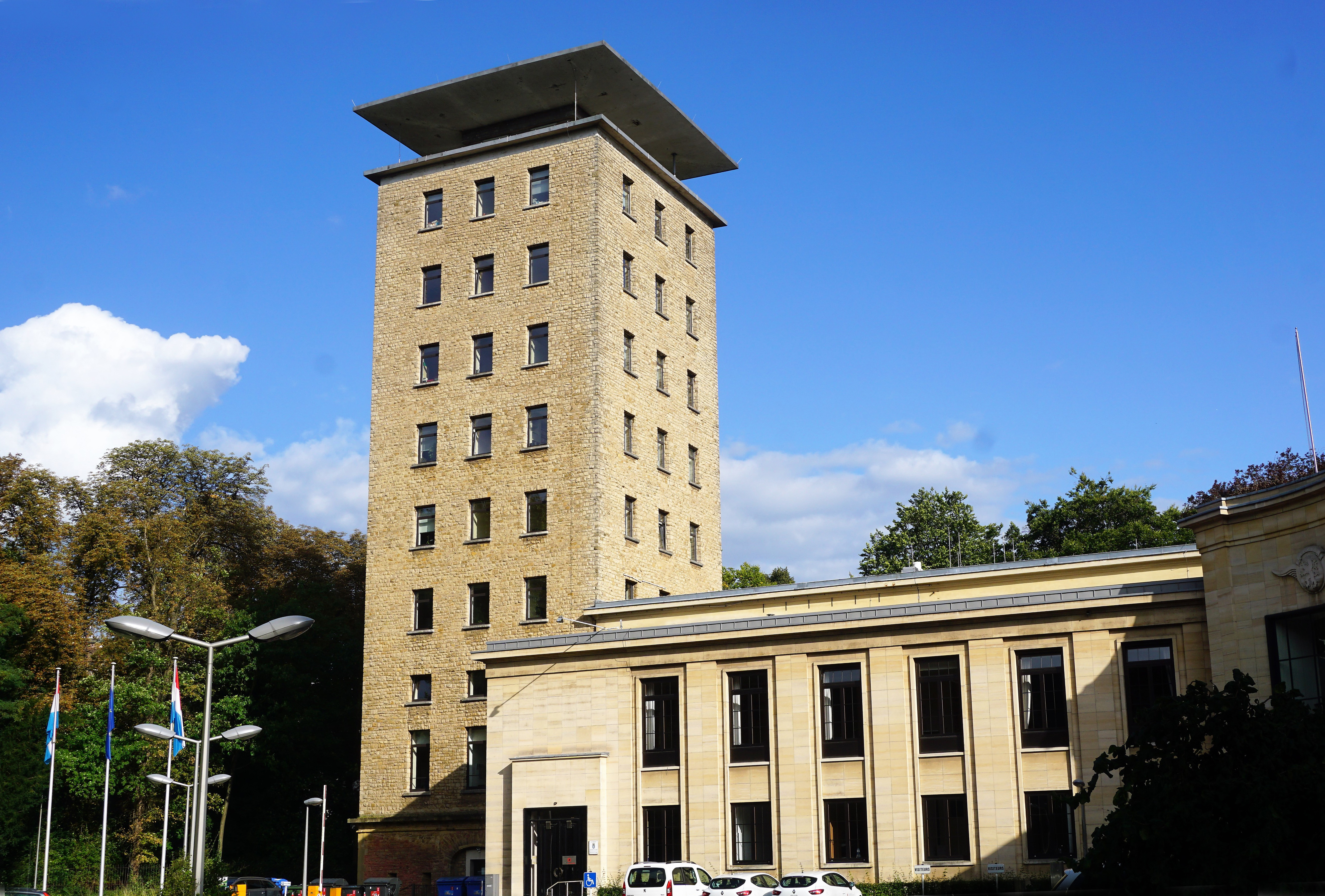
فيلا لوفيني ، لوكسمبورغ - المكان المضيف لمسابقة عام 1962.

استضافت مسابقة الأغنية الأوروبية عام 1962 في مدينة لكسمبرغ. المكان الذي اختير لاستضافة مسابقة 1962 كان فيلا لوفيني. وكان المبنى بمثابة المقر الرئيسي لشركة "Compagnie Lucksourgeoise de Téléviation" ، وهي مقدمة مجموعة RTL. فيلي هاوت هي بلدة تقع بولاية ويسكونسن في الولايات المتحدة.

## نموذج
بعد أن تم إجراء دخول فرنسا ، كان هناك فشل قصير في السلطة مما جعل الشاشات مظلمة. ويبدو أيضا أن هناك قصورا أقصر في السلطة خلال دخول هولندا ، عندما شاهد المشاهدون في جميع أنحاء أوروبا الظلام على شاشات التلفزيون الخاصة بهم فقط عندما كان أداء هولندا. ويبدو أن فشل السلطة يؤثر على سجل هولندا أثناء التصويت. ومع ذلك ، تبين أن الأغنية شعبية في أوروبا بعد المسابقة.

## الدول المشاركة
كما شاركت في هذه النسخة جميع البلدان التي شاركت في مسابقة الأغنية الأوروبية لعام 1961.

### الموصلات
كان لكل عرض موصل يقوم بعمل الأوركسترا 
| فنان           | دولة      | السنة (السنوات) السابقة |
| -------------- | --------- | ----------------------- |
| كاميلو فيلجن   | لوكسمبورغ | 1960                    |
| فرانسوا ديغيلت | موناكو    | 1960                    |
| فود لوكلير     | بلجيكا    | 1956 ، 1958 ، 1960      |
| جان فيليب      | سويسرا    | 1959 ( فرنسا )          |

## لوحة الدرجات
وشهد هذا العام تغيير نظام التصويت الثاني لهيئة المحلفين في تاريخ المسابقة ، فابتعد عن نقطة لكل أغنية مفضلة من هيئات المحلفين المؤلفة من 10 أعضاء إلى توزيع النقاط 1 2 3 التي أعطيت لأفضل ثلاث أغاني مفضلة من تقديرات المحلفين المؤلفة من 10 أعضاء في كل بلد.

### 3 نقاط
ويرد أدناه موجز لجميع النقاط 3 التي وردت:
| ن. | المتسابق        | تمنح الدولة (الدول) 3 نقاط                       |
| -- | --------------- | ------------------------------------------------ |
| 5  | فرنسا           | ألمانيا ، النرويج ، السويد ، سويسرا ، يوغوسلافيا |
| 3  | لوكسمبورغ       | بلجيكا ، إسبانيا موناكو                          |
| 3  | موناكو          | النمسا ، لوكسمبورغ ، هولندا                      |
| 2  | يوغوسلافيا      | فرنسا ، إيطاليا                                  |
| 1  | فنلندا          | المملكة المتحدة                                  |
| 1  | السويد          | الدنمارك                                         |
| 1  | المملكة المتحدة | فنلندا                                           |

### المتحدثون الرسميون
ويرد أدناه ترتيب التصويت خلال مسابقة 1962 إلى جانب المتحدث الرسمي الذي كان مسؤولا عن إعلان الأصوات لبلدهم.

## البث
كما أرسلت كل إذاعة وطنية معلقا إلى المسابقة ، من أجل تغطية المسابقة بلغتها الأصلية.
| دولة            | المذيع (ق)                            | المعلقون                                                     | Ref(s)      |
| --------------- | ------------------------------------- | ------------------------------------------------------------ | ----------- |
| النمسا          | ORF                                   | Ruth Kappelsberger [الإنجليزية]                              |             |
| بلجيكا          | RTB                                   | الفرنسية : نيكول فيدريس                                      | [ 4 ]       |
| بلجيكا          | BRT                                   | الهولندية : ويليم دويز                                       |             |
| الدنمارك        | راديو الدنمارك                        | سكات نورفيج                                                  |             |
| فنلندا          | سومن تيليفيسيو                        | Aarno Walli [الإنجليزية]                                     |             |
| فنلندا          | Yleisradio                            | Erkki Melakoski [الإنجليزية]                                 |             |
| فرنسا           | RTF                                   | بيير تشيرنيا                                                 | [ 4 ]       |
| ألمانيا         | دويتشيز فيرنشين                       | روث كابلسبيرجر                                               |             |
| إيطاليا         | Programma Nazionale                   | Renato Tagliani [الإنجليزية]                                 |             |
| لوكسمبورغ       | تيلي لوكسمبورغ                        | نيكول فيدريس                                                 |             |
| موناكو          | تيلي مونتي كارلو                      | بيير تشيرنيا                                                 | [ 4 ]       |
| هولندا          | NTS                                   | ويليم دويز                                                   | [ 5 ]       |
| النرويج         | هيئة الإذاعة النرويجية ، إن أر كا بي1 | أود جريث                                                     |             |
| إسبانيا         | TVE                                   | Federico Gallo [الإنجليزية]                                  |             |
| السويد          | التلفزيون السويدي ، SR P1             | Jan Gabrielsson [الإنجليزية]                                 | [ 6 ]       |
| سويسرا          | تلفزيون DRS                           | الألمانية :Theodor Haller [الألمانية]                        |             |
| سويسرا          | TSR                                   | الفرنسية : بيير تشيرنيا                                      | [ 4 ] [ 7 ] |
| سويسرا          | TSI                                   | الإيطالي : ريناتو تاجلياني                                   |             |
| المملكة المتحدة | تلفزيون بي بي سي                      | ديفيد جاكوبس                                                 |             |
| المملكة المتحدة | برنامج بي بي سي لايت                  | بيتر هاي                                                     |             |
| يوغوسلافيا      | Televizija Beograd                    | الصربي الكرواتي : Ljubomir Vukadinović [Љубомир Вукадиновић] |             |
| يوغوسلافيا      | Televizija زغرب                       | الصربية الكرواتية : Gordana Bonetti [الإنجليزية]             |             |
| يوغوسلافيا      | Televizija Ljubljana                  | السلوفينية : Tomaž Terček [الإنجليزية]                       |             |

## روابط خارجية
- الموقع الرسمي